# Agrilus buani
Agrilus buani é uma espécie de inseto do género Agrilus, família Buprestidae, ordem Coleoptera.
Foi descrita cientificamente por Curletti & Vayssières, 2007.